# ISO 3166-2:MY

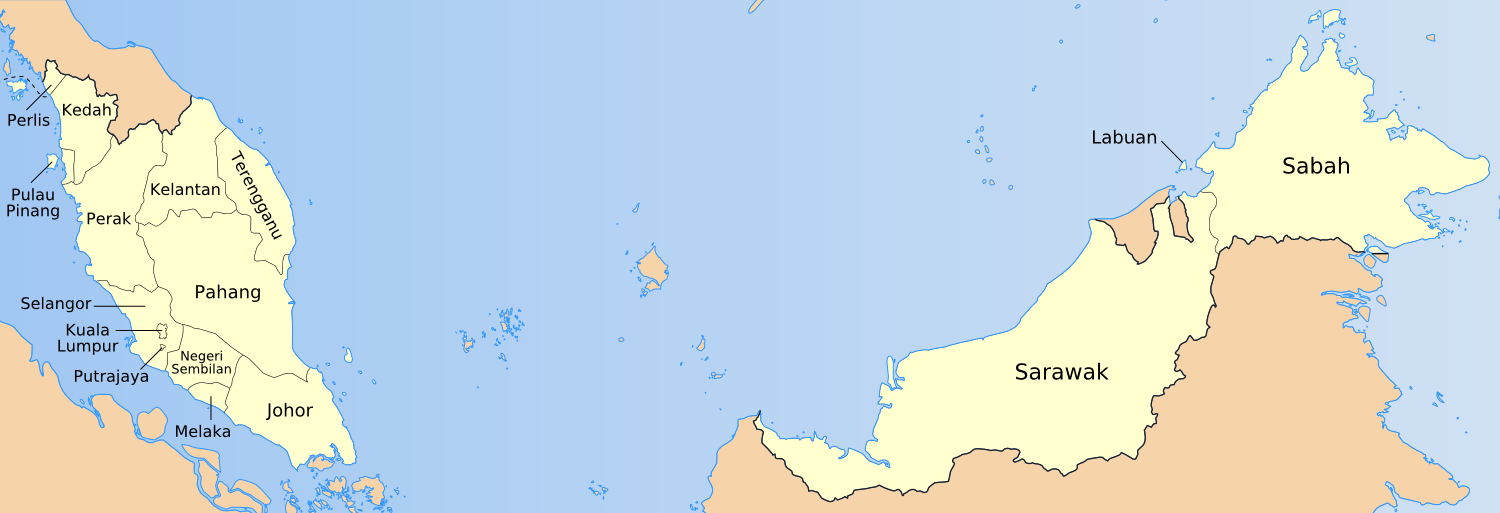
Administrativní členění státu Malajsie

Kódy ISO 3166-2 pro Malajsii identifikují 13 států a 3 federální území (stav v roce 2015). První část (MY) je mezinárodní kód pro Malajsii, druhá část sestává ze dvou čísel identifikujících stát.

## Seznam kódů
```
MY-01 Johor (Johor Bahru)
MY-02 Kedah (Alor Star)
MY-03 Kelantan (Kota Baharu)
MY-04 Melaka (Melaka)
MY-05 Negeri Sembilan (Seremban)
MY-06 Pahang (Kuantan)
MY-07 Pulau Pinang (Georgetown)
MY-08 Perak (Ipoh)
MY-09 Perlis (Kangar)
MY-10 Selangor (Shah Alam)
MY-11 Terengganu (Kuala Terengganu)
MY-12 Sabah (Kota Kinabalu)
MY-13 Sarawak (Sarawak)
MY-14 federální území Kuala Lumpur (Kuala Lumpur)
MY-15 federální území Labuan (Victoria)
MY-16 federální území Putrajaya (Putrajaya)
```